# Fortià
Fortià ist eine katalanische Gemeinde in der Provinz Girona im Nordosten Spaniens. Sie liegt in der Comarca Alt Empordà.

## Städtepartnerschaft
- Terraube (Gers) (Frankreich) seit 1990